# Maja Dahlqvist
Maja Dahlqvist (Borlänge, 15 april 1994) is een Zweedse langlaufster.

## Carrière
Dahlqvist maakte haar wereldbekerdebuut in november 2014 in Kuusamo. In december 2014 scoorde ze in Davos haar eerste wereldbekerpunten. In januari 2018 stond de Zweedse in Dresden voor de eerste maal in haar carrière op het podium van een wereldbekerwedstrijd. Op de wereldkampioenschappen langlaufen 2019 in Seefeld eindigde Dahlqvist als zesde op de sprint, op de teamsprint veroverde ze samen met Stina Nilsson de wereldtitel. Op 7 februari 2021 boekte ze in Ulricehamn haar eerste wereldbekerzege. In Oberstdorf nam de Zweedse deel aan de wereldkampioenschappen langlaufen 2021. Op dit toernooi eindigde ze als negende op de sprint en als 34e op de 10 kilometer vrije stijl, samen met Jonna Sundling werd ze wereldkampioene op de teamsprint.

## Resultaten

### Wereldkampioenschappen
| Jaar | Plaats     | Resultaten                                                                     |
| ---- | ---------- | ------------------------------------------------------------------------------ |
| 2019 | Seefeld    | 6e Sprint (vrije stijl) · Teamsprint (klassieke stijl)                         |
| 2021 | Oberstdorf | 9e Sprint (klassieke stijl) · 34e 10 km vrije stijl · Teamsprint (vrije stijl) |

### Wereldbeker
Eindklasseringen
| Seizoen   | Algm | DI  | SP    | TdS |
| --------- | ---- | --- | ----- | --- |
| 2014/2015 | 71e  | –   | 38e   | –   |
| 2015/2016 | 65e  | –   | 46e   | –   |
| 2016/2017 | 91e  | –   | 55e   | –   |
| 2017/2018 | 45e  | 79e | 17e   | –   |
| 2018/2019 | 9e   | 31e | Brons | –   |
| 2019/2020 | 30e  | 60e | 9e    | 32e |
| 2020/2021 | 13e  | 25e | 5e    | 19e |

Wereldbekerzeges
| Nr. | Datum            | Plaats      | Onderdeel                |
| --- | ---------------- | ----------- | ------------------------ |
| 1.  | 7 februari 2021  | Ulricehamn  | Sprint (vrije stijl)     |
| 2.  | 26 november 2021 | Kuusamo     | Sprint (klassieke stijl) |
| 3.  | 3 december 2021  | Lillehammer | Sprint (vrije stijl)     |